# Malhação
Malhação fue una serie de televisión brasileña para adolescentes. Fue producida y transmitida por TV Globo desde el 24 de abril de 1995 hasta el 3 de abril de 2020 y fue creada por Andrea Maltarolli. Contó con 27 temporadas.
Basado en el Serial televisivo, la serie alcanzó su punto máximo en la temporada undécimo, de 2004, con Guilherme Berenguer, Juliana Didone, y Marjorie Estiano como los protagonistas, Esta temporada logró llegar a la increíble cantidad de 42 millones de espectadores y 42 puntos promedio, una marca de horario estelar, La temporada más recordada, tiene también a uno de los personajes más memorables, Natasha (Marjorie Estiano), considerada la villana más amada de la historia de telenovela. en la vigésima temporada de la novela tuvo un personaje marcante Fatinha interpretado por Juliana Paiva, que acabó ganando destaque en la trama.
La serie fue representada en varios países por Globo Internacional, en Portugal por la SIC (de 1995 a 2007) y en ABC Family de Canadá.
El 9 de enero de 2013 se emitió el capítulo 4500 de la serie.
En 2015, completa 20 años con el mérito de haber puesto en marcha varias estrellas de la televisión brasileña. Los personajes memorables son celebrados con una entrada especial.
En la 27ª y última temporada fue protagonizada por Alanis Guillen y Pedro Novaes.

## Trama
Presentó los dramas adolescentes, como los conflictos familiares, la vida en la escuela, la sexualidad, el embarazo, las enfermedades de transmisión sexual y otros temas. Durante los primeros años tuvo como el escenario principal un gimnasio ficticio llamado Malhação en Barra da Tijuca, en Río de Janeiro. Aunque el título de la serie siguió siendo el mismo, el escenario ha cambiado a través de los años a una escuela secundaria, el Mútipla Escolha.

## Actores
La novela ha revelado jóvenes actores que hoy son muy exitosos protagonizando las principales telenovelas de la TV Globo, como:
- Marjorie Estiano
- Débora Falabella
- Thiago Lacerda
- Priscila Fantin
- Juliana Martins
- Juliana Paiva
- Cauã Reymond
- Fernanda Vasconcellos
- Nathalia Dill
- Bianca Bin
- Sophie Charlotte
- Daniel Oliveira
- Alice Wegmann
- Ágatha Moreira

Otros actores conocidos también lograron una de sus primeras grandes oportunidades en la telenovela teen, como:
- Giovanna Antonelli
- Carolina Dieckmann
- Camila Pitanga
- Thiago Fragoso
- Danton Melo
- Henri Castelli
- Bruno Gadiol
- Bruna Hamú

## Temporadas
| Temporada | Título completo                                | Episodios | Exibição original      | Exibição original       |
| Temporada | Título completo                                | Episodios | Estreno de temporada   | Final de temporada      |
| --------- | ---------------------------------------------- | --------- | ---------------------- | ----------------------- |
| 1.ª       | Malhação 1995                                  | 180       | 24 de abril de 1995    | 29 de diciembre de 1995 |
| 2.ª       | Malhação 1996                                  | 195       | 8 de abril de 1996     | 3 de enero de 1997      |
| 3.ª       | Malhação 1997                                  | 200       | 31 de marzo de 1997    | 2 de enero de 1998      |
| 4.ª       | Malhação 1998                                  | 110       | 30 de marzo de 1998    | 2 de octubre de 1998    |
| 5.ª       | Malhação.com (Malhação Ao Vivo)                | 270       | 5 de octubre de 1998   | 15 de octubre de 1999   |
| 6.ª       | Malhação 1999                                  | 125       | 18 de octubre de 1999  | 7 de abril de 2000      |
| 7.ª       | Malhação 2000                                  | 277       | 10 de abril de 2000    | 4 de mayo de 2001       |
| 8.ª       | Malhação 2001                                  | 248       | 7 de mayo de 2001      | 19 de abril de 2002     |
| 9.ª       | Malhação 2002                                  | 263       | 22 de abril de 2002    | 25 de abril de 2003     |
| 10.ª      | Malhação 2003                                  | 188       | 28 de abril de 2003    | 16 de enero de 2004     |
| 11.ª      | Malhação 2004                                  | 250       | 19 de enero de 2004    | 14 de enero de 2005     |
| 12.ª      | Malhação 2005                                  | 258       | 17 de janeiro de 2005  | 13 de janeiro de 2006   |
| 13.ª      | Malhação 2006                                  | 262       | 16 de janeiro de 2006  | 12 de janeiro de 2007   |
| 14.ª      | Malhação 2007                                  | 193       | 15 de janeiro de 2007  | 12 de outubro de 2007   |
| 15.ª      | Malhação 2008                                  | 324       | 15 de outubro de 2007  | 9 de janeiro de 2009    |
| 16.ª      | Malhação 2009                                  | 215       | 12 de janeiro de 2009  | 6 de noviembre de 2009  |
| 17.ª      | Malhação ID (Malhação Identidade)              | 199       | 9 de noviembre de 2009 | 20 de agosto de 2010    |
| 18.ª      | Malhação 2010                                  | 265       | 23 de agosto de 2010   | 26 de agosto de 2011    |
| 19.ª      | Malhação 2011 (Malhação Conectados)            | 249       | 29 de agosto de 2011   | 10 de agosto de 2012    |
| 20.ª      | Malhação 2012 (Malhação: Intensa como a Vida)  | 228       | 13 de agosto de 2012   | 5 de julio de 2013      |
| 21.ª      | Malhação 2013 (Malhação Casa Cheia)            | 241       | 8 de julio de 2013     | 11 de junio de 2014     |
| 22ª       | Malhação Sonhos (Malhação 2014)                | 280       | 14 de julio de 2014    | 14 de agosto de 2015    |
| 23ª       | Malhação: Seu Lugar no Mundo (Malhação 2015)   | 250       | 17 de agosto de 2015   | 2 de agosto de 2016     |
| 24ª       | Malhação: Pro Dia Nascer Feliz (Malhação 2016) | 180       | 22 de agosto de 2016   | 3 de mayo de 2017       |
| 25ª       | Malhação: Viva a Diferença (Malhação 2017)     | 213       | 8 de mayo de 2017      | 5 de marzo de 2018      |
| 26ª       | Malhação: Vidas Brasileiras (Malhação 2018)    | 284       | 7 de marzo de 2018     | 15 de abril de 2019     |
| 27ª       | Malhação: Toda Forma de Amar (Malhação 2019)   | 253       | 16 de abril de 2019    | 3 de abril de 2020      |

### Protagonistas
| Temporada | Protagonistas |
| --------- | --- |
| 1.ª       | Isabella (Juliana Martins) y Héricles (Danton Mello)                                                                      |
| 2.ª       | Luiza (Fernanda Rodrigues) y Dado (Cláudio Heinrich)                                                                      |
| 3.ª       | Patrícia (Luana Piovani) y Vudú (Pedro Vasconcelos)                                                                       |
| 4.ª       | Alice (Cássia Linhares) y Bruno (Rodrigo Faro)                                                                            |
| 5.ª       | Cacau (Juliana Baroni) y Mocotó (André Marques)                                                                           |
| 6.ª       | Tatiana (Priscila Fantin) y Rodrigo (Mário Frias)                                                                         |
| 7.ª       | Joana (Ludmila Dayer) y Marcelo (Fábio Azevedo)                                                                           |
| 8.ª       | Nanda (Rafaela Mandelli) y Gui (Iran Malfitano)                                                                           |
| 9.ª       | Júlia (Juliana Silveira) y Pedro (Henri Castelli)                                                                         |
| 10.ª      | Luísa (Manuela do Monte) y Victor (Sérgio Marone)                                                                         |
| 11.ª      | Letícia (Juliana Didone) y Gustavo (Guilherme Berenguer)                                                                  |
| 12.ª      | Betina (Fernanda Vasconcellos) y Bernardo (Thiago Rodrigues)                                                              |
| 13.ª      | Manuela (Luiza Valdetaro) y Cauã (Bernardo Melo Barreto)                                                                  |
| 14.ª      | Marcela (Thaila Ayala) y André (Rômulo Arantes Neto)                                                                      |
| 15.ª      | Angelina (Sophie Charlotte) y Gustavo (Rafael Almeida)                                                                    |
| 16.ª      | Marina (Bianca Bin), Luciano (Micael Borges) y Caio (Humberto Carrão)                                                     |
| 17.ª      | Cristiana (Christiana Ubach) y Bernardo (Fiuk)                                                                            |
| 18.ª      | Catarina (Daniela Carvalho) y Pedro (Bruno Gissoni)                                                                       |
| 19.ª      | Cristal (Thaís Melchior), Gabriel (Caio Paduan) y Alexia (Bia Arantes)                                                    |
| 20.ª      | Ju (Agatha Moreira), Lia (Alice Wegmann), Dinho (Guilherme Prates) y Vitor (Guilherme Leicam)                             |
| 21.ª      | Anita (Bianca Salgueiro) y Ben (Gabriel Falcão)                                                                           |
| 22.ª      | Bianca (Bruna Hamú) y Duca (Arthur Aguiar)                                                                                |
| 23.ª      | Luciana (Marina Moschen) y Rodrigo (Nicolas Prattes)                                                                      |
| 24.ª      | Joana (Aline Dias), Gabriel (Felipe Roque) y Giovane (Ricardo Vianna)                                                     |
| 25.ª      | Tina (Ana Hikari), Benê (Daphne Bozaski), Keyla (Gabriela Medvedovski), Ellen (Heslaine Vieira) y Lica (Manoela Aliperti) |
| 26ª       | Profª. Gabriela Santos (Camila Morgado)                                                                                   |
| 27ª       | Rita (Alanis Guillen) y Filipe (Pedro Novaes)                                                                             |